# Disc rot
Disc rot (lit: podridão do disco) é a tendência do CD, DVD ou outros discos ópticos de se tornarem inutilizáveis devido à deterioração física ou química. As causas incluem oxidação da camada refletora, desgaste físico e abrasão do disco, reações com contaminantes, danos por luz ultravioleta e descolamento do adesivo usado para unir as camadas do disco.

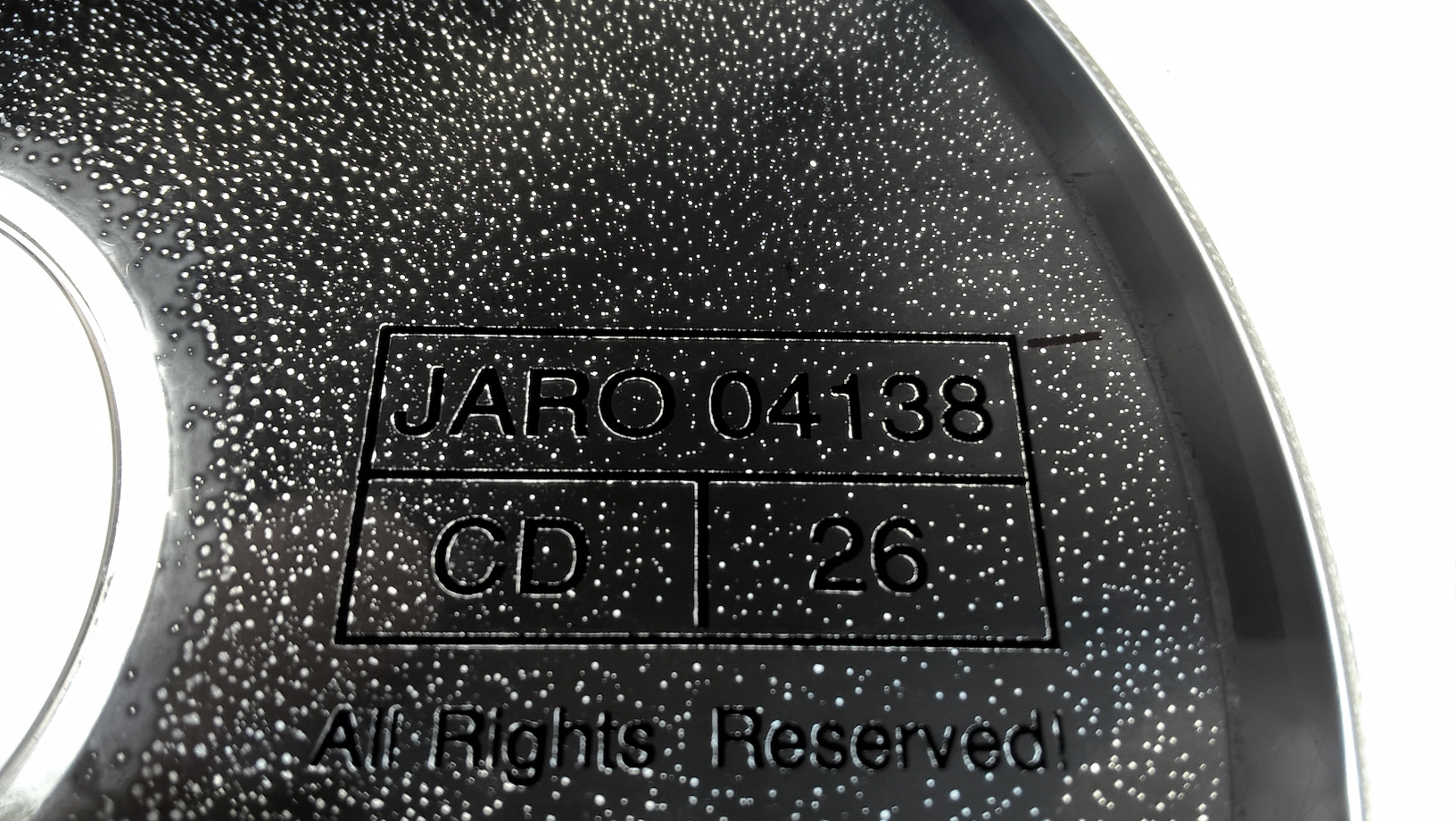
Um caso extremo de disc rot em um CD